# Groupe I des éliminatoires du Championnat d'Europe de football 2024
 (décembre 2022).
Navigation
- A
- B
- C
- D
- E
- F
- G
- H
- I
- J

Le groupe I des éliminatoires du Championnat d'Europe de football 2024 est l'un des dix groupes qui décideront quelles équipes se qualifieront pour la phase finale de l'Euro 2024 en Allemagne. Le groupe I comprend six équipes : la Suisse, Israël, la Roumanie, le Kosovo, la Biélorussie et Andorre. Les équipes s'affronteront à domicile et à l'extérieur dans un tournoi toutes rondes.
Les deux meilleures équipes se qualifieront directement pour le tournoi final. Les participants aux barrages seront déterminés en fonction de leurs performances dans la Ligue des nations de l'UEFA 2022-2023.

## Classement
| Rang | Équipe      | Pts | J  | G | N | P | Bp | Bc | Diff |  | Résultats (▼ dom., ► ext.) |     |     |     |     |     |     |
| ---- | ----------- | --- | -- | - | - | - | -- | -- | ---- |  | -------------------------- | --- | --- | --- | --- | --- | --- |
| 1    | Roumanie    | 22  | 10 | 6 | 4 | 0 | 16 | 5  | +11  |  | Roumanie                   |     | 1-0 | 1-1 | 2-1 | 2-0 | 4-0 |
| 2    | Suisse      | 17  | 10 | 4 | 5 | 1 | 22 | 11 | +11  |  | Suisse                     | 2-2 |     | 3-0 | 3-3 | 1-1 | 3-0 |
| 3    | Israël      | 15  | 10 | 4 | 3 | 3 | 11 | 11 | 0    |  | Israël                     | 1-2 | 1-1 |     | 1-0 | 1-1 | 2-1 |
| 4    | Biélorussie | 12  | 10 | 3 | 3 | 4 | 9  | 14 | -5   |  | Biélorussie                | 0-0 | 0-5 | 1-2 |     | 2-1 | 1-0 |
| 5    | Kosovo      | 11  | 10 | 2 | 5 | 3 | 10 | 10 | 0    |  | Kosovo                     | 0-0 | 2-2 | 1-0 | 0-1 |     | 1-1 |
| 6    | Andorre     | 2   | 10 | 0 | 2 | 8 | 3  | 20 | -17  |  | Andorre                    | 0-2 | 1-2 | 0-2 | 0-0 | 0-3 |     |

## Matchs
La liste des matches sera publiée par l'UEFA le 10 octobre 2022, le jour après le tirage au sort organisé à Francfort,,. Les heures sont CET/CEST, comme indiqué par l'UEFA (les heures locales, si elles sont différentes, sont entre parenthèses).

## Résultats et calendrier
| 1re journée        | Biélorussie                                   | 0 - 5   | Suisse                                                                                 | Stade Karađorđe, Novi Sad ( Serbie)                                                                            | |
| 25 mars 2023 18h00 |                                               | (0 - 3) | 4e 17e Steffen · 29e Steffen (Rodríguez ) · 62e Xhaka (Okafor ) · 65e Amdouni (Xhaka ) | Spectateurs : 0 Arbitrage : Alejandro Hernández Hernández (de) Arbitre vidéo : Guillermo Cuadra Fernández (en) | Spectateurs : 0 Arbitrage : Alejandro Hernández Hernández (de) Arbitre vidéo : Guillermo Cuadra Fernández (en) |
| 25 mars 2023 18h00 | Khvashchynski 11e · Yablonski 26e · Ebong 84e | Rapport | 39e Itten · 48e Xhaka                                                                  | Spectateurs : 0 Arbitrage : Alejandro Hernández Hernández (de) Arbitre vidéo : Guillermo Cuadra Fernández (en) | Spectateurs : 0 Arbitrage : Alejandro Hernández Hernández (de) Arbitre vidéo : Guillermo Cuadra Fernández (en) |

| 25 mars 2023  | Israël                                           | 1 - 1   | Kosovo                        | Stade Bloomfield, Tel Aviv-Jaffa                                               |                                                                                |
| 18h00 (19h00) | ( Solomon) Peretz 56e                            | (0 - 1) | 36e (csc) Dasa                | Spectateurs : 28 935 Arbitrage : William Collum Arbitre vidéo : Chris Kavanagh | Spectateurs : 28 935 Arbitrage : William Collum Arbitre vidéo : Chris Kavanagh |
| 18h00 (19h00) | Vítor 41e · Haziza 64e · Kanaan 77e · Shlomo 86e | Rapport | 43e M. Kryeziu · 84e Drešević | Spectateurs : 28 935 Arbitrage : William Collum Arbitre vidéo : Chris Kavanagh | Spectateurs : 28 935 Arbitrage : William Collum Arbitre vidéo : Chris Kavanagh |

| 25 mars 2023 | Andorre                      | 0 - 2   | Roumanie                                 | Estadi Nacional, Andorre-la-Vieille                                    |                                                                        |
| 20h45        |                              | (0 - 1) | 35e Man (Moruțan ) · 49e Alibec (Marin ) | Spectateurs : 2 927 Arbitrage : Dario Bel Arbitre vidéo : Paolo Valeri | Spectateurs : 2 927 Arbitrage : Dario Bel Arbitre vidéo : Paolo Valeri |
| 20h45        | Llovera 12e · Rebés 59e, 61e | Rapport | 23e Marin · 78e Popescu · 89e Drăgușin   | Spectateurs : 2 927 Arbitrage : Dario Bel Arbitre vidéo : Paolo Valeri | Spectateurs : 2 927 Arbitrage : Dario Bel Arbitre vidéo : Paolo Valeri |

| 2e journée         | Suisse                                                                 | 3 - 0   | Israël                  | Stade de Genève, Genève                                                                 |                                                                                         |
| 28 mars 2023 20h45 | ( Freuler) Vargas 39e · ( Freuler) Amdouni 47e · ( Zakaria) Widmer 52e | (1 - 0) |                         | Spectateurs : 14 819 Arbitrage : Nikola Dabanović (en) Arbitre vidéo : Maurizio Mariani | Spectateurs : 14 819 Arbitrage : Nikola Dabanović (en) Arbitre vidéo : Maurizio Mariani |
| 28 mars 2023 20h45 | Widmer 90e                                                             | Rapport | 38e Dasa · 57e Jehezkel | Spectateurs : 14 819 Arbitrage : Nikola Dabanović (en) Arbitre vidéo : Maurizio Mariani | Spectateurs : 14 819 Arbitrage : Nikola Dabanović (en) Arbitre vidéo : Maurizio Mariani |

| 28 mars 2023 | Kosovo                        | 1 - 1   | Andorre               | Stade de Fadil Vokrri, Pristina                                                               |                                                                                               |
| 20h45        | ( Rashica) Zhegrova 59e       | (0 - 0) | 61e Rosas (Alavedra ) | Spectateurs : 12 600 Arbitrage : Sebastian Gishamer Arbitre vidéo : Christian-Petru Ciochirca | Spectateurs : 12 600 Arbitrage : Sebastian Gishamer Arbitre vidéo : Christian-Petru Ciochirca |
| 20h45        | M. Kryeziu 23e · Zhegrova 60e | Rapport | 7e M. Vales           | Spectateurs : 12 600 Arbitrage : Sebastian Gishamer Arbitre vidéo : Christian-Petru Ciochirca | Spectateurs : 12 600 Arbitrage : Sebastian Gishamer Arbitre vidéo : Christian-Petru Ciochirca |

| 28 mars 2023  | Roumanie                                 | 2 - 1   | Biélorussie                                  | Arena Națională, Bucarest                                                      |                                                                                |
| 20h45 (21h45) | Stanciu 17e · ( Marin) Burcă 19e         | (2 - 0) | 86e Morozov (Klimovitch )                    | Spectateurs : 27 837 Arbitrage : Allard Lindhout Arbitre vidéo : Dennis Higler | Spectateurs : 27 837 Arbitrage : Allard Lindhout Arbitre vidéo : Dennis Higler |
| 20h45 (21h45) | Stanciu 62e · Cicâldău 66e · Popescu 74e | Rapport | 49e Malkevich · 55e Ebong · 63e Khadarkevich | Spectateurs : 27 837 Arbitrage : Allard Lindhout Arbitre vidéo : Dennis Higler | Spectateurs : 27 837 Arbitrage : Allard Lindhout Arbitre vidéo : Dennis Higler |

| 3e journée         | Andorre              | 1 - 2   | Suisse                                        | Estadi Nacional, Andorre-la-Vieille                                     |                                                                         |
| 16 juin 2023 20h45 | ( Cervós) Vieira 67e | (0 - 2) | 7e Freuler (Vargas ) · 32e Amdouni (Shaqiri ) | Spectateurs : 2 490 Arbitrage : Balázs Berke Arbitre vidéo : Ivan Bebek | Spectateurs : 2 490 Arbitrage : Balázs Berke Arbitre vidéo : Ivan Bebek |
| 16 juin 2023 20h45 | Rapport              |         |                                               | Spectateurs : 2 490 Arbitrage : Balázs Berke Arbitre vidéo : Ivan Bebek | Spectateurs : 2 490 Arbitrage : Balázs Berke Arbitre vidéo : Ivan Bebek |

| 16 juin 2023 | Biélorussie                                  | 1 - 2   | Israël                             | Stade Ferenc-Szusza, Budapest ( Hongrie)                                        |                                                                                 |
| 20h45        | ( Yuzepchuk) Ebong 16e                       | (1 - 0) | 85e (pen.) Weissman · 90+2e Gloukh | Spectateurs : 0 Arbitrage : Jarred Gavan Gillett Arbitre vidéo : Darren England | Spectateurs : 0 Arbitrage : Jarred Gavan Gillett Arbitre vidéo : Darren England |
| 20h45        | Selyava 29e · Kovaliov 40e · Palitsevich 84e | Rapport | 68e Davidzada · 90+2e Gloukh       | Spectateurs : 0 Arbitrage : Jarred Gavan Gillett Arbitre vidéo : Darren England | Spectateurs : 0 Arbitrage : Jarred Gavan Gillett Arbitre vidéo : Darren England |

| 16 juin 2023 | Kosovo                        | 0 - 0   | Roumanie   | Stade de Fadil Vokrri, Pristina                                              |                                                                              |
| 20h45        |                               |         |            | Spectateurs : 11 000 Arbitrage : Danny Makkelie Arbitre vidéo : Clay Ruperti | Spectateurs : 11 000 Arbitrage : Danny Makkelie Arbitre vidéo : Clay Ruperti |
| 20h45        | Drešević 50e · M. Kryeziu 86e | Rapport | 81e Pușcaș | Spectateurs : 11 000 Arbitrage : Danny Makkelie Arbitre vidéo : Clay Ruperti | Spectateurs : 11 000 Arbitrage : Danny Makkelie Arbitre vidéo : Clay Ruperti |

| 4e journée         | Suisse                                         | 2 - 2   | Roumanie                                          | Swissporarena, Lucerne                                                           |                                                                                  |
| 19 juin 2023 20h45 | ( Vargas) Amdouni 28e · ( Shaqiri) Amdouni 41e | (2 - 0) | 89e Mihăilă (Moruțan ) · 90+2e Mihăilă (Moruțan ) | Spectateurs : 14 400 Arbitrage : Daniele Orsato Arbitre vidéo : Maurizio Mariani | Spectateurs : 14 400 Arbitrage : Daniele Orsato Arbitre vidéo : Maurizio Mariani |
| 19 juin 2023 20h45 | Fernandes 23e · Akanji 40e · Steffen 90+8e     | Rapport | 26e Hagi · 45+1e Sorescu · 90+4e Moruțan          | Spectateurs : 14 400 Arbitrage : Daniele Orsato Arbitre vidéo : Maurizio Mariani | Spectateurs : 14 400 Arbitrage : Daniele Orsato Arbitre vidéo : Maurizio Mariani |

| 19 juin 2023 | Biélorussie             | 2 - 1   | Kosovo            | Stade Ferenc-Szusza, Budapest ( Hongrie)                                        |                                                                                 |
| 20h45        | Morozov 73e · Ebong 75e | (0 - 0) | 87e (pen.) Muriqi | Spectateurs : 0 Arbitrage : Julian Weinberger Arbitre vidéo : Christian Dingert | Spectateurs : 0 Arbitrage : Julian Weinberger Arbitre vidéo : Christian Dingert |
| 20h45        | Bykov 86e               | Rapport | 90e H. Kryeziu    | Spectateurs : 0 Arbitrage : Julian Weinberger Arbitre vidéo : Christian Dingert | Spectateurs : 0 Arbitrage : Julian Weinberger Arbitre vidéo : Christian Dingert |

| 19 juin 2023  | Israël                           | 2 - 1   | Andorre                                     | Stade Teddy, Jérusalem                                                            |                                                                                   |
| 20h45 (21h45) | ( Lavi) Shlomo 42e · Solomon 61e | (1 - 0) | 52e Rosas                                   | Spectateurs : 13 300 Arbitrage : Dragomir Draganov Arbitre vidéo : Michael Fabbri | Spectateurs : 13 300 Arbitrage : Dragomir Draganov Arbitre vidéo : Michael Fabbri |
| 20h45 (21h45) | Weissman 26e · Shlomo 80e        | Rapport | 16e Llovera · 60e San Nicolás · 85e Guillén | Spectateurs : 13 300 Arbitrage : Dragomir Draganov Arbitre vidéo : Michael Fabbri | Spectateurs : 13 300 Arbitrage : Dragomir Draganov Arbitre vidéo : Michael Fabbri |

| 5e journée             | Andorre               | 0 - 0   | Biélorussie                                                                    | Estadi Nacional, Andorre-la-Vieille                                               |                                                                                   |
| 9 septembre 2023 18h00 |                       |         |                                                                                | Spectateurs : 1 026 Arbitrage : Eldorjan Hamiti Arbitre vidéo : Kreshnik Barjamaj | Spectateurs : 1 026 Arbitrage : Eldorjan Hamiti Arbitre vidéo : Kreshnik Barjamaj |
| 9 septembre 2023 18h00 | Pujol 51e · Rebés 81e | Rapport | 29e Ebong · 48e Palitsevich · 57e Lisakovitch · 76e Morozov · 90+1e Ignatovich | Spectateurs : 1 026 Arbitrage : Eldorjan Hamiti Arbitre vidéo : Kreshnik Barjamaj | Spectateurs : 1 026 Arbitrage : Eldorjan Hamiti Arbitre vidéo : Kreshnik Barjamaj |

| 9 septembre 2023 | Kosovo                                                | 2 - 2   | Suisse                                        | Stade de Fadil Vokrri, Pristina                                            |                                                                            |
| 20h45            | ( Rashica) Muriqi 65e · ( Korenica) Muriqi 90+4e      | (0 - 1) | 14e Freuler (Fernandes ) · 79e (csc) Rrahmani | Spectateurs : 12 700 Arbitrage : Jakob Kehlet Arbitre vidéo : Jonas Hansen | Spectateurs : 12 700 Arbitrage : Jakob Kehlet Arbitre vidéo : Jonas Hansen |
| 20h45            | Aliti 39e · Loshaj 42e · Rrahmani 79e · Vojvoda 90+2e | Rapport |                                               | Spectateurs : 12 700 Arbitrage : Jakob Kehlet Arbitre vidéo : Jonas Hansen | Spectateurs : 12 700 Arbitrage : Jakob Kehlet Arbitre vidéo : Jonas Hansen |

| 9 septembre 2023 | Roumanie                                 | 1 - 1   | Israël             | Arena Națională, Bucarest                                                      |                                                                                |
| 20h45 (21h45)    | Alibec 27e                               | (1 - 0) | 53e Gloukh (Lavi ) | Spectateurs : 49 193 Arbitrage : Slavko Vinčić Arbitre vidéo : Nejc Kajtazovic | Spectateurs : 49 193 Arbitrage : Slavko Vinčić Arbitre vidéo : Nejc Kajtazovic |
| 20h45 (21h45)    | M. Marin 56e · Drăgușin 61e · Pușcaș 85e | Rapport | 89e Kanichowsky    | Spectateurs : 49 193 Arbitrage : Slavko Vinčić Arbitre vidéo : Nejc Kajtazovic | Spectateurs : 49 193 Arbitrage : Slavko Vinčić Arbitre vidéo : Nejc Kajtazovic |

| 6e journée              | Suisse                                                         | 3 - 0   | Andorre                    | Stade de Tourbillon, Sion                                                    |                                                                              |
| 12 septembre 2023 20h45 | ( Xhaka) Itten 49e · ( Ndoye) Xhaka 84e · Shaqiri 90+3e (pen.) | (0 - 0) |                            | Spectateurs : 9 000 Arbitrage : Elchin Masiyev Arbitre vidéo : Mete Kalkavan | Spectateurs : 9 000 Arbitrage : Elchin Masiyev Arbitre vidéo : Mete Kalkavan |
| 12 septembre 2023 20h45 | Freuler 22e · Akanji 69e                                       | Rapport | 68e E. Vales · 69e Guillén | Spectateurs : 9 000 Arbitrage : Elchin Masiyev Arbitre vidéo : Mete Kalkavan | Spectateurs : 9 000 Arbitrage : Elchin Masiyev Arbitre vidéo : Mete Kalkavan |

| 12 septembre 2023 | Israël                    | 1 - 0   | Biélorussie                   | Stade Bloomfield, Tel Aviv-Jaffa                                                         |                                                                                          |
| 20h45 (21h45)     | Kanichowsky 90+3e         | (0 - 0) |                               | Spectateurs : 28 435 Arbitrage : Ricardo de Burgos Arbitre vidéo : Juan Martínez Munuera | Spectateurs : 28 435 Arbitrage : Ricardo de Burgos Arbitre vidéo : Juan Martínez Munuera |
| 20h45 (21h45)     | Peretz 56e · Turgeman 89e | Rapport | 90+7e Savitski · 90+8e Volkov | Spectateurs : 28 435 Arbitrage : Ricardo de Burgos Arbitre vidéo : Juan Martínez Munuera | Spectateurs : 28 435 Arbitrage : Ricardo de Burgos Arbitre vidéo : Juan Martínez Munuera |

| 12 septembre 2023 | Roumanie                             | 2 - 0   | Kosovo                                                                     | Arena Națională, Bucarest                                                    |                                                                              |
| 20h45 (21h45)     | Stanciu 83e · ( Rațiu) Mihăilă 90+3e | (0 - 0) |                                                                            | Spectateurs : 29 982 Arbitrage : Willy Delajod Arbitre vidéo : Benoît Millot | Spectateurs : 29 982 Arbitrage : Willy Delajod Arbitre vidéo : Benoît Millot |
| 20h45 (21h45)     | Burcă 9e · Pușcaș 33e · Bancu 52e    | Rapport | 14e B. Berisha · 18e, 42e Muriqi · 32e Rrahmani · 52e Vojvoda · 59e Loshaj | Spectateurs : 29 982 Arbitrage : Willy Delajod Arbitre vidéo : Benoît Millot | Spectateurs : 29 982 Arbitrage : Willy Delajod Arbitre vidéo : Benoît Millot |

| 7e journée            | Andorre                                         | 0 - 3   | Kosovo                                                       | Estadi Nacional, Andorre-la-Vieille                                          |                                                                              |
| 12 octobre 2023 20h45 |                                                 | (0 - 1) | 26e Rashica (Muslija ) · 71e Rashica · 83e Zeqiri (Rashica ) | Spectateurs : 1 207 Arbitrage : Nicholas Walsh Arbitre vidéo : Andrew Dallas | Spectateurs : 1 207 Arbitrage : Nicholas Walsh Arbitre vidéo : Andrew Dallas |
| 12 octobre 2023 20h45 | Aláez 14e · Vales 44e · Pujol 80e · Sánchez 88e | Rapport | 14e Vojvoda · 78e Dellova                                    | Spectateurs : 1 207 Arbitrage : Nicholas Walsh Arbitre vidéo : Andrew Dallas | Spectateurs : 1 207 Arbitrage : Nicholas Walsh Arbitre vidéo : Andrew Dallas |

| 12 octobre 2023 | Biélorussie                 | 0 - 0   | Roumanie | Stade Ferenc-Szusza, Budapest ( Hongrie)                                 |                                                                          |
| 20h45           |                             |         |          | Spectateurs : 0 Arbitrage : Espen Eskås Arbitre vidéo : Guillermo Cuadra | Spectateurs : 0 Arbitrage : Espen Eskås Arbitre vidéo : Guillermo Cuadra |
| 20h45           | Ignatovich 73e · Bakhar 75e | Rapport |          | Spectateurs : 0 Arbitrage : Espen Eskås Arbitre vidéo : Guillermo Cuadra | Spectateurs : 0 Arbitrage : Espen Eskås Arbitre vidéo : Guillermo Cuadra |

| 15 novembre 2023 | Israël                                     | 1 - 1   | Suisse                                                                     | Pancho Aréna, Felcsút ( Hongrie)                                              |                                                                               |
| 20h45 (21h45)    | Weissman 88e                               | (0 - 1) | 36e Vargas (Fernandes )                                                    | Spectateurs : 2 024 Arbitrage : Anthony Taylor Arbitre vidéo : Stuart Attwell | Spectateurs : 2 024 Arbitrage : Anthony Taylor Arbitre vidéo : Stuart Attwell |
| 20h45 (21h45)    | Abu Fani 24e · Safouri 26e · Davidzada 53e | Rapport | 45e Zakaria · 80e Zeqiri · 90+2e Zesiger · 90+3e Steffen · 90+4e Fernandes | Spectateurs : 2 024 Arbitrage : Anthony Taylor Arbitre vidéo : Stuart Attwell | Spectateurs : 2 024 Arbitrage : Anthony Taylor Arbitre vidéo : Stuart Attwell |

| 8e journée            | Suisse                                            | 3 - 3   | Biélorussie                                                           | Kybunpark, Saint-Gall                                                            |                                                                                  |
| 15 octobre 2023 18h00 | Shaqiri 28e · ( Shaqiri) Akanji 89e · Amdouni 90e | (1 - 0) | 61e Ebong (Antilevski ) · 69e Poliakov (Petchenine ) · 84e Antilevski | Spectateurs : 17 000 Arbitrage : João Pinheiro (en) Arbitre vidéo : Luis Godinho | Spectateurs : 17 000 Arbitrage : João Pinheiro (en) Arbitre vidéo : Luis Godinho |
| 15 octobre 2023 18h00 | Zeqiri 77e                                        | Rapport | 4e Palitsevich · 89e Petchenine · 90+2e Klimovitch · 90+4e Korzun     | Spectateurs : 17 000 Arbitrage : João Pinheiro (en) Arbitre vidéo : Luis Godinho | Spectateurs : 17 000 Arbitrage : João Pinheiro (en) Arbitre vidéo : Luis Godinho |

| 12 novembre 2023 | Kosovo                                | 1 - 0   | Israël                        | Stade de Fadil Vokrri, Pristina                                            |                                                                            |
| 20h45            | ( Muriqi) Rashica 41e                 | (1 - 0) |                               | Spectateurs : 5 245 Arbitrage : Ivan Kružliak Arbitre vidéo : Sören Storks | Spectateurs : 5 245 Arbitrage : Ivan Kružliak Arbitre vidéo : Sören Storks |
| 20h45            | Zyba 45+2e · Murić 78e · Krasniqi 88e | Rapport | 24e, 90+4e Revivo · 84e Vítor | Spectateurs : 5 245 Arbitrage : Ivan Kružliak Arbitre vidéo : Sören Storks | Spectateurs : 5 245 Arbitrage : Ivan Kružliak Arbitre vidéo : Sören Storks |

| 15 octobre 2023 | Roumanie                                                      | 4 - 0   | Andorre                                                                                 | Arena Națională, Bucarest                                                    |                                                                              |
| 20h45 (21h45)   | Stanciu 23e · Hagi 28e · Marin 44e (pen.) · ( Hagi) Coman 50e | (3 - 0) |                                                                                         | Spectateurs : 21 723 Arbitrage : Kristo Tohver Arbitre vidéo : Pascal Müller | Spectateurs : 21 723 Arbitrage : Kristo Tohver Arbitre vidéo : Pascal Müller |
| 20h45 (21h45)   | Marin 9e                                                      | Rapport | 9e Vieira · 12e Sánchez · 19e, 90+1e San Nicolás · 37e Rubio · 42e García · 84e Cuadros | Spectateurs : 21 723 Arbitrage : Kristo Tohver Arbitre vidéo : Pascal Müller | Spectateurs : 21 723 Arbitrage : Kristo Tohver Arbitre vidéo : Pascal Müller |

| 9e journée             | Biélorussie  | 1 - 0   | Andorre                                 | Stade Ferenc-Szusza, Budapest ( Hongrie)                             |                                                                      |
| 18 novembre 2023 18h00 | Laptev 83e   | (0 - 0) |                                         | Spectateurs : 0 Arbitrage : Bulat Sariyev Arbitre vidéo : Ivan Bebek | Spectateurs : 0 Arbitrage : Bulat Sariyev Arbitre vidéo : Ivan Bebek |
| 18 novembre 2023 18h00 | Laptev 90+6e | Rapport | 45+1e Rebés · 70e Martínez · 72e Vieira | Spectateurs : 0 Arbitrage : Bulat Sariyev Arbitre vidéo : Ivan Bebek | Spectateurs : 0 Arbitrage : Bulat Sariyev Arbitre vidéo : Ivan Bebek |

| 18 novembre 2023 | Suisse                  | 1 - 1   | Kosovo                   | Parc Saint-Jacques, Bâle                                                     |                                                                              |
| 20h45            | ( Zakaria) Vargas 48e   | (0 - 0) | 82e Hyseni (Vojvoda )    | Spectateurs : 33 000 Arbitrage : António Nobre Arbitre vidéo : Tiago Martins | Spectateurs : 33 000 Arbitrage : António Nobre Arbitre vidéo : Tiago Martins |
| 20h45            | Xhaka 58e · Zakaria 76e | Rapport | 17e Bytyqi · 29e Rashani | Spectateurs : 33 000 Arbitrage : António Nobre Arbitre vidéo : Tiago Martins | Spectateurs : 33 000 Arbitrage : António Nobre Arbitre vidéo : Tiago Martins |

| 18 novembre 2023 | Israël                                | 1 - 2   | Roumanie                            | Pancho Aréna, Felcsút ( Hongrie)                                                 |                                                                                  |
| 20h45 (21h45)    | ( Vítor) Zahavi 2e                    | (1 - 1) | 10e Pușcaș (Drăguș ) · 63e Hagi     | Spectateurs : 2 921 Arbitrage : François Letexier Arbitre vidéo : Jérôme Brisard | Spectateurs : 2 921 Arbitrage : François Letexier Arbitre vidéo : Jérôme Brisard |
| 20h45 (21h45)    | Vítor 37e · Baribo 83e · Zahavi 90+1e | Rapport | 71e Coman · 78e Rațiu · 85e Mihăilă | Spectateurs : 2 921 Arbitrage : François Letexier Arbitre vidéo : Jérôme Brisard | Spectateurs : 2 921 Arbitrage : François Letexier Arbitre vidéo : Jérôme Brisard |

| 10e journée            | Andorre                                         | 0 - 2   | Israël                                | Estadi Nacional, Andorre-la-Vieille                                         |                                                                             |
| 21 novembre 2023 20h45 |                                                 | (0 - 1) | 29e (csc) Cervós · 81e Kinda (Cohen ) | Spectateurs : 568 Arbitrage : Sascha Stegemann Arbitre vidéo : Sören Storks | Spectateurs : 568 Arbitrage : Sascha Stegemann Arbitre vidéo : Sören Storks |
| 21 novembre 2023 20h45 | Cucu 37e · Vales 44e · Pujol 88e · Cervós 90+1e | Rapport | 88e Kinda                             | Spectateurs : 568 Arbitrage : Sascha Stegemann Arbitre vidéo : Sören Storks | Spectateurs : 568 Arbitrage : Sascha Stegemann Arbitre vidéo : Sören Storks |

| 21 novembre 2023 | Kosovo                                                              | 0 - 1   | Biélorussie                                                       | Stade de Fadil Vokrri, Pristina                                                  |                                                                                  |
| 20h45            |                                                                     | (0 - 1) | 43e Antilevski                                                    | Spectateurs : 5 026 Arbitrage : Georgi Kabakov Arbitre vidéo : Dragomir Draganov | Spectateurs : 5 026 Arbitrage : Georgi Kabakov Arbitre vidéo : Dragomir Draganov |
| 20h45            | Hyseni 61e · Korenica 78e · Zeqiri 83e · Vojvoda 86e · Kastrati 87e | Rapport | 30e Malkevich · 45e Skavysh · 90+1e Pavlioutchenko · 90+5e Korzun | Spectateurs : 5 026 Arbitrage : Georgi Kabakov Arbitre vidéo : Dragomir Draganov | Spectateurs : 5 026 Arbitrage : Georgi Kabakov Arbitre vidéo : Dragomir Draganov |

| 21 novembre 2023 | Roumanie                                             | 1 - 0   | Suisse                   | Arena Națională, Bucarest                                                              |                                                                                        |
| 20h45 (21h45)    | ( Moruțan) Alibec 50e                                | (0 - 0) |                          | Spectateurs : 50 224 Arbitrage : Davide Massa (en) Arbitre vidéo : Massimiliano Irrati | Spectateurs : 50 224 Arbitrage : Davide Massa (en) Arbitre vidéo : Massimiliano Irrati |
| 20h45 (21h45)    | M. Marin 2e · Moruțan 48e · Hagi 90+3e · Bancu 90+5e | Rapport | 54e Xhaka · 90+3e Akanji | Spectateurs : 50 224 Arbitrage : Davide Massa (en) Arbitre vidéo : Massimiliano Irrati | Spectateurs : 50 224 Arbitrage : Davide Massa (en) Arbitre vidéo : Massimiliano Irrati |

## Statistiques

### Buteurs
6 buts       
- Zeki Amdouni

3 buts    
- Max Ebong
- Vedat Muriqi (dont 1 penalty)
- Milot Rashica
- Valentin Mihăilă
- Nicolae Stanciu
- Denis Alibec
- Renato Steffen
- Ruben Vargas

2 buts   
- Albert Rosas
- Vladislav Morozov
- Dmitri Antilevski
- Oscar Gloukh
- Shon Weissman (dont 1 penalty)
- Ianis Hagi
- Remo Freuler
- Granit Xhaka
- Xherdan Shaqiri (dont 1 penalty)

1 but  
- Márcio Vieira
- Denis Poliakov
- Denis Laptev
- Gabi Kanichowsky
- Dor Peretz
- Shon Weissman (penalty)
- Manor Solomon
- Raz Shlomo
- Eran Zahavi
- Gadi Kinda
- Edon Zhegrova
- Altin Zeqiri
- Muhamet Hyseni
- Dennis Man
- Andrei Burcă
- Andrei Rațiu
- Răzvan Marin (dont 1 penalty)
- Florinel Coman
- George Pușcaș
- Cedric Itten
- Silvan Widmer
- Manuel Akanji

but contre son camp  (csc)
- Eli Dasa (contre le Kosovo)
- Amir Rrahmani (contre la Suisse)
- Joan Cervós (contre l'Israel)

### Passeurs
4 passes décisives 
- Olimpiu Moruțan

3 passes décisives 
- Milot Rashica
- Xherdan Shaqiri

2 passes décisives 
- Neta Lavi
- Răzvan Marin
- Remo Freuler
- Ruben Vargas
- Granit Xhaka
- Edimilson Fernandes
- Denis Zakaria

1 passe décisive 
- Albert Alavedra
- Joan Cervós
- Vladislav Klimovitch
- Roman Yuzepchuk
- Dmitri Antilevski
- Kirill Petchenine
- Manor Solomon
- Miguel Vítor
- Avishay Cohen
- Meriton Korenica
- Florent Muslija
- Vedat Muriqi
- Mërgim Vojvoda
- Ianis Hagi
- Denis Drăguș
- Ricardo Rodríguez
- Noah Okafor
- Dan Ndoye

## Discipline
Un joueur est automatiquement suspendu pour le prochain match pour les infractions suivantes:
- Recevoir un carton rouge (les suspensions du carton rouge peuvent être prolongées pour des infractions graves)
- Recevoir trois cartons jaunes dans trois matches différents, ainsi qu'après le cinquième et tout carton jaune suivant (les suspensions pour carton jaune ne sont pas reportées aux barrages, aux finales ou à tout autre match international futur)

Les suspensions suivantes ont été (ou seront) purgées lors des matches de qualification:
| Joueurs         | Cartons                                     | Suspensions                                   |
| --------------- | ------------------------------------------- | --------------------------------------------- |
| Marc Rebés      | 1re journée, contre Roumanie (25 mars 2023) | 2e journée, contre Kosovo (28 mars 2023)      |
| Mirlind Kryeziu | 3e journée, contre Roumanie (16 juin 2023)  | 4e journée, contre Biélorussie (19 juin 2023) |